# Melanochromis
Melanochromis – rodzaj słodkowodnych ryb okoniokształtnych z rodziny pielęgnicowatych (Cichlidae), zaliczany do grupy mbuna.

## Występowanie
Gatunki endemiczne jeziora Malawi (Niasa) w Afryce Wschodniej.

## Taksonomia
Rodzaj został ustanowiony przez Ethelwynn Trewavas w 1935 roku poprzez wyodrębnienie 5 gatunków z rodzaju Pseudotropheus na podstawie cech morfologicznych, m.in. układu zębów na dolnej kości gardłowej. Diagnoza rodzaju została uściślona w oparciu o wzór melaniny – obecnie zaliczane są do niego gatunki z podstawowym wzorem, na który składają się dwa położone na bokach ciała czarne poziome pasy na jasnym tle. Większość dojrzałych osobników ma odwrócony wzór pigmentacji, w zależności od płci.
Są wśród nich gatunki drapieżne – o wydłużonym ciele, smukłym pysku i długiej żuchwie – oraz roślinożerne, których ciało jest krępe, a pysk i żuchwa są krótsze. Niektóre gatunki wykazują cechy obydwu z tych grup.

## Klasyfikacja
Gatunki zaliczane do tego rodzaju:
- Melanochromis auratus (Boulenger, 1897) – pyszczak złocisty[potrzebny przypis]
- Melanochromis baliodigma Bowers & Stauffer, 1997
- Melanochromis chipokae Johnson, 1975 – pyszczak z Chipoka[potrzebny przypis]
- Melanochromis dialeptos Bowers & Stauffer 1997
- Melanochromis heterochromis Bowers & Stauffer, 1993
- Melanochromis kaskazini Konings-Dudin, Konings & Stauffer, 2009
- Melanochromis lepidiadaptes Bowers & Stauffer, 1997
- Melanochromis loriae Johnson, 1975
- Melanochromis melanopterus Trewavas, 1935
- Melanochromis mossambiquensis Konings-Dudin, Konings & Stauffer, 2009
- Melanochromis mpoto Konings & Stauffer, 2012
- Melanochromis robustus Johnson, 1985
- Melanochromis simulans Eccles, 1973
- Melanochromis vermivorus Trewavas, 1935
- Melanochromis wochepa Konings-Dudin, Konings & Stauffer, 2009

Gatunkiem typowym rodzaju jest Melanochromis melanopterus.